# Георгий Павлидис
Георгий (на гръцки: Γεώργιος, Георгиос) е гръцки духовник, епископ на Църквата на Кипър и Църквата на Гърция.

## Биография
Роден е на 24 юни 1916 година в Бер (Верия) в семейство на бежанци от Мала Азия. Завършва Богословския факултет на Атинския университет през 1939 година. Ръкоположен е за дякон през 1946 година от епископ Мелетий Патарски и за свещеник през 1948 година от митрополит Амвросий Фтиотидски. От 1948 до 1950 година служи като военен свещеник, от 1950 до 1954 година като проповедник във Фтиотидската митрополия, от 1954 до 1958 година в Драмската митрополия. Директор е на Апостолическията диакония на Църквата на Гърция и редактор на седмичника „Фони Кириу“ (Глас Господен) от 1958 до 1960 година.
През 1960 година е назначен за директор на Службата за религиозно просвещение на Църквата на Кипър. На 21 май 1961 година е ръкоположен за титулярен тримитунтски епископ, викарий на кипърския архиепископ.
Участва като представител на Църквата на Кипър на Третото всеправославно съвещание на остров Родос от 1 до 15 ноември 1964 година.
На 23 юни 1967 година е избран за никейски митрополит на Църквата на Гърция.
Умира на 9 август 1990 година.